# Janne Ahonen
Janne Petteri (Janne) Ahonen (Lahti, 11 mei 1977) is een Fins voormalig schansspringer.
Hij is de enige schansspringer die ooit vijf maal het Vierschansentoernooi won. Hij won ook twee keer de algemene wereldbeker, en behaalde 36 individuele wereldbekeroverwinningen.
Op een persconferentie op 26 maart 2008 maakte hij zijn afscheid aan de topsport bekend.
Nog geen jaar later verklaarde Ahonen op een Finse televisiezender dat hij het schansspringen zodanig mist dat hij een comeback overwoog. Ahonens doelen in het seizoen 2009/2010 zouden dan het Vierschansentoernooi en de Olympische Winterspelen 2010 worden.

## Carrière
Janne Ahonen maakt zijn debuut in de wereldbeker op 13 december 1992 in Ruhpolding, hij wordt 56ste.
Als Fins talent maakt hij zijn debuut op een groot internationaal kampioenschap meteen bij de senioren, bij de wereldkampioenschappen schansspringen 1993
wordt hij met het Finse team zesde in de landenwedstrijd op de grote schans. In de individuele wedstrijd haalt hij plaats 31.
Nog geen maand later gaat hij van start bij de wereldkampioenschappen voor junioren in Harrachov, en met succes want
Ahonen start in twee wedstrijden en pakt twee keer goud: individueel en met het team op de normale schans.
Dat een zege op het allerhoogste niveau niet lang kon uitblijven was dan al duidelijk. In het seizoen 1993/1994 haalt hij
zijn eerste wereldbekeroverwinning in december 1993 bij de wedstrijd in het Zwitserse Engelberg. Eind januari 1994 treedt hij
opnieuw aan bij de wereldkampioenschappen voor junioren waar hij met succes zijn individuele titel verdedigt en ook met de Finse ploeg opnieuw het
goud verovert. Na deze sterke prestaties wordt hij geselecteerd om deel te nemen aan de Olympische Winterspelen 1994. Hij wordt samen met Raimo Ylipulli, Janne Väätäinen en Jani Soininen
vijfde in de landenwedstrijd. In de individuele wedstrijden springt hij naar plaats 25 op de grote schans en plaats 37 op de normale schans.
Op 1 januari 1995 wint hij in Garmisch-Partenkirchen de tweede wedstrijd van het Vierschansentoernooi, hij houdt
in die wedstrijd Andreas Goldberger achter zich, die uiteindelijk het Vierschansentoernooi 1995 zou winnen.
Zijn eerste wereldtitel behaalt Ahonen in 1995 met het Finse team. In beide individuele
wedstrijden bij die WK wordt hij negende.
Dat hij ook bij het skivliegen tot de absolute wereldtop hoort, toont hij bij de wereldkampioenschappen skivliegen van 1996 aan door tweede te worden.
Zijn eerste individuele wereldtitel haalt hij bij de wereldkampioenschappen schansspringen 1997 waar hij bij de individuele wedstrijd
op de normale schans iedereen achter zich houdt. Vijf dagen later bekleedde hij met de Finse ploeg ook in de landenwedstrijd het hoogste podium.
Bij de Olympische Winterspelen 1998 heeft Ahonen de eer om de Finse vlag te dragen tijdens de openingsceremonie. De Finse ploeg
wordt ietwat teleurstellend vijfde in de landenwedstrijd. Ahonen pakt bij de wedstrijd op de normale schans net naast het brons, hij blijft
een punt achter Andreas Widhölzl en 3 punten achter zijn landgenoot Janne Soininen die het goud verovert.
In het seizoen 1998/1999 wint Ahonen zes wereldbekerwedstrijden
en wordt in de eindstand van de wereldbeker tweede na de Duitser Martin Schmitt. Hij wint dat seizoen ook voor het eerst
het Vierschansentoernooi, weliswaar zonder overwinning. Ahonen heeft genoeg aan een vijfde plaats in Oberstdorf en drie
tweede plaatsen om in de einduitslag de Japanner Noriaki Kasai voor te blijven.
De twee daaropvolgende seizoenen blinkt hij vooral uit door constante prestaties. De wereldkampioenschappen 2001
zijn een thuiswedstrijd op de schans in Lahti, Ahonen wordt derde op de grote schans en vice-wereldkampioen met het Finse team.
Het wereldbekerseizoen 2001/2002 brengt hem geen grote successen, hij staat geen
enkele keer op het podium in een individuele wedstrijd en wordt slechts vijftiende in de eindstand van de wereldbeker.
De Olympische Spelen leveren hem wel voor het eerst een medaille op: zilver in de landenwedstrijd, samen met
Risto Jussilainen, Matti Hautamäki en Veli-Matti Lindström.
Na dit niet zo succesvolle wereldbekerseizoen keert Ahonen sterk terug in het seizoen 2002/2003.
Hoewel hij slechts twee wedstrijden wint, wordt hij vierde in de eindstand van de algemene wereldbeker. Maar bovenal
wint hij voor de tweede keer het Vierschansentoernooi, dit keer met een overwinning op de schans van Innsbruck.
Zijn eerste eindzege in de wereldbeker volgt een seizoen later, met dertien podiumplaatsen waarvan drie overwinningen heeft hij
in de stand 10 punten voorsprong op Roar Ljøkelsøy.
Janne Ahonen kent het beste seizoen uit zijn carrière in het seizoen 2004/2005: hij staat vijftien keer op
het podium en staat twaalf keer op de hoogste trede. Hij wint de eerste vier wedstrijden van het seizoen, waarna Adam Małysz hem bij de eerste wedstrijd in Harrachov naar plaats twee verwijst.
Maar Ahonen gaat bij de tweede wedstrijd in Harrachov verder met zijn zegereeks: hij wint zes wedstrijden na elkaar, een record dat hij deelt met zijn landgenoot Matti Hautamäki en de Oostenrijker Thomas Morgenstern.
Hij wint de eerste drie wedstrijden van het Vierschansentoernooi en moet in de vierde wedstrijd
enkel Martin Höllwarth voor zich dulden. Zijn derde eindzege in het prestigieuze toernooi is zo een feit en in de eindstand
van de algemene wereldbeker heeft hij 275 punten voorsprong op de nummer twee. Hij behaalt bij de wereldkampioenschappen ook zijn tweede individuele wereldtitel.
Op 20 maart 2005 sprong hij in Planica bij het skivliegen 240 meter ver, maar omdat hij viel bij de landing, telde de sprong niet als wereldrecord. Tijdens diezelfde
wedstrijden in Planica had hij eerder al 233,5 meter gesprongen, zijn persoonlijk record.
Ook in 2006 wint hij het Vierschansentoernooi, al moet hij die eindzege wel delen met de Tsjech Jakub Janda. Hij wint dat seizoen 2 wedstrijden, beiden bij het Vierschansentoernooi.
Hij treedt voor de vierde keer aan op de Winterspelen, maar individueel succes zit er weer niet in, Ahonen
moet zich tevreden stellen met plaats zes op de normale schans en plaats negen op de grote schans. Met het Finse team verovert hij net als vier jaar
eerder de zilveren medaille.
Het seizoen 2006/2007 brengt Ahonen een achtste plaats in de eindstand van de wereldbeker, hij staat geen enkele keer op het podium in een individuele wedstrijd en ook bij de wereldkampioenschappen
komt hij niet op het podium.

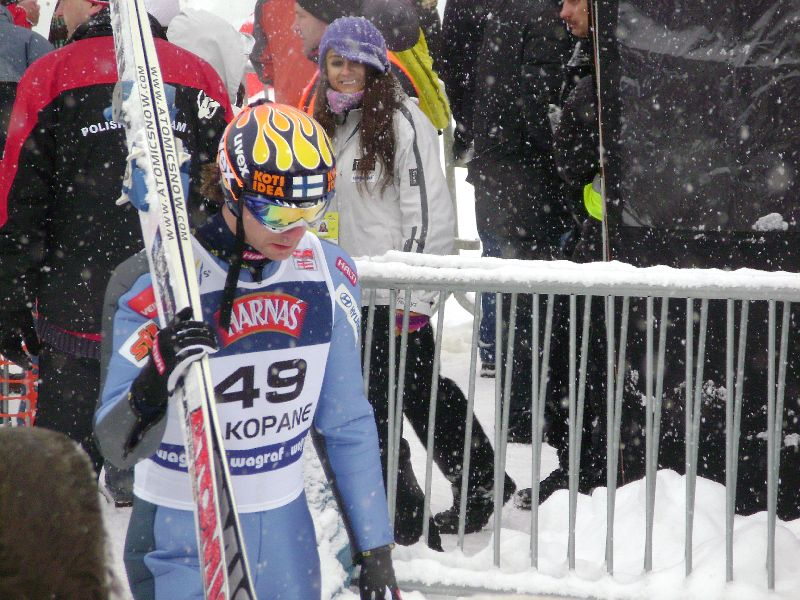
Ahonen tijdens een wereldbekerwedstrijd in 2008

Dat hij op dertigjarige leeftijd nog steeds tot de absolute wereldtop van het schansspringen behoort toont Janne Ahonen in het wereldbekerseizoen 2007/2008. Hij wint de derde en vierde wedstrijd van het Vierschansentoernooi 2008
in Bischofshofen en verzekert zich voor de vijfde keer van eindwinst, een record. Ook in Harrachov en Kuopio behaalt hij een wereldbekeroverwinning. Bij de wereldkampioenschappen skivliegen 2008 pakt hij brons in de individuele wedstrijd en zilver met het team.
In de eindstand van de wereldbeker wordt hij derde.
Op 26 maart 2008 maakte hij op een persconferentie bekend te stoppen met topsport. Een emotionele Ahonen stond de pers te woord in Helsinki, waar hij verklaarde op een hoogtepunt
te willen stoppen.
De 30-jarige Ahonen kondigde aan zijn laatste wedstrijd te springen bij de Finse kampioenschappen in Ruka.
Op 9 juli 2008 vond er een afscheidswedstrijd plaats in zijn thuisbasis Lahti.
Nog geen jaar later verklaarde Ahonen op een Finse televisiezender zijn comeback bekend. Hij verklaarde nog één keer voor een individuele medaille bij de Olympische Winterspelen te willen gaan, het enige wat op zijn palmares nog ontbrak.
Ahonen keerde meteen bij aanvang van het seizoen 2009/2010 terug op het hoogste niveau. Bij zijn eerste aantreden in de wereldbeker in Kuusamo leidde hij de kwalificatie tot die werd afgebroken wegens te veel rugwind. Een dag later werd hij 17e bij de kwalificatie die toen werd ingehaald. Hij behaalde ook hij met het Finse team meteen de derde plaats in de landenwedstrijd.
Na een stabiel eerste seizoensdeel gooide hij opnieuw hoge ogen bij het Vierschansentoernooi 2010: met drie podiumplaatsen in vier wedstrijden werd hij tweede in de eindstand van het prestigieuze toernooi, na winnaar Andreas Kofler.
Bij de Olympische Winterspelen 2010 werd Ahonen vierde in de wedstrijd van de normale schans. Net als in 1998 en 2002 greep hij dus net naast een medaille. De wedstrijd van de grote schans begon allesbehalve optimaal: Ahonen kwam bij de trainingssprong voor de wedstrijd ten val en bezeerde daarbij z'n enkel en knie. Hij kwam aan de start van de eerste ronde en kwam daarin tot de zestiende plaats. In de tweede ronde trad hij niet meer aan.
In 2025 gaf Ahonen toe te hebben 'valsgespeeld' tijdens zijn carrière met te zware skipakken.

## Trivia
- Janne Ahonen is getrouwd met Tiia Jakobsson, het koppel heeft twee zoons Mico (°27 november 2001) en Milo (°mei 2008)
- Op de Olympische Winterspelen 1998 in Nagano was hij de vlaggendrager voor Finland tijdens de openingsceremonie, net als bij de ceremonie van de wereldkampioenschappen noords skiën 2001
- Ahonen werd in 2005 verkozen tot Fins sporter van het jaar
- Naast het schansspringen is Ahonen ook actief in het dragracen en de motorsport

## Belangrijkste resultaten

### Wereldkampioenschappen schansspringen junioren
| Jaar | Plaats      | Resultaten                                      |
| 1993 | Harrachov   | normale schans · landenwedstrijd normale schans |
| 1993 | Breitenwang | normale schans · landenwedstrijd normale schans |

### Wereldkampioenschappen schansspringen
| Jaar | Plaats        | Resultaten                                                                                             |
| 1993 | Falun         | 31e grote schans 6e landenwedstrijd grote schans                                                       |
| 1995 | Thunder Bay   | 9e normale schans · 9e grote schans · landenwedstrijd grote schans                                     |
| 1997 | Trondheim     | normale schans · 8e grote schans · landenwedstrijd grote schans                                        |
| 1999 | Ramsau        | 4e normale schans 4e grote schans 4e landenwedstrijd grote schans                                      |
| 2001 | Lahti         | 7e normale schans · grote schans · landenwedstrijd normale schans · landenwedstrijd grote schans       |
| 2003 | Val di Fiemme | 35e grote schans · landenwedstrijd                                                                     |
| 2005 | Oberstdorf    | normale schans · grote schans · 4e landenwedstrijd normale schans · landenwedstrijd grote schans       |
| 2007 | Sapporo       | 14de normale schans 6de grote schans 4de landenwedstrijd grote schans                                  |
| 2011 | Oslo          | 20e normale schans 30e grote schans 8e landenwedstrijd normale schans 7e landenwedstrijd grote schans  |
| 2015 | Falun         | 15e normale schans 19e grote schans 10e landenwedstrijd normale schans 9e landenwedstrijd grote schans |
| 2017 | Lahti         | 25e normale schans 23e grote schans 11e landenwedstrijd normale schans 6e landenwedstrijd grote schans |

### Wereldkampioenschappen skivliegen
| Jaar | Plaats                   | Resultaten                                   |
| 1994 | Planica                  | 12e individuele wedstrijd                    |
| 1996 | Bad Mitterndorf/Tauplitz | individuele wedstrijd                        |
| 1998 | Oberstdorf               | 8e individuele wedstrijd                     |
| 2000 | Vikersund                | individuele wedstrijd                        |
| 2002 | Harrachov                | individuele wedstrijd                        |
| 2004 | Planica                  | individuele wedstrijd · landenwedstrijd      |
| 2006 | Bad Mitterndorf/Tauplitz | 8e individuele wedstrijd · landenwedstrijd   |
| 2008 | Oberstdorf               | individuele wedstrijd · landenwedstrijd      |
| 2010 | Planica                  | 27e individuele wedstrijd                    |
| 2018 | Oberstdorf               | 22e individuele wedstrijd 8e landenwedstrijd |

### Olympische Winterspelen
| Jaar | Plaats         | Resultaten                                                               |
| 1994 | Lillehammer    | 37ste normale schans 25ste grote schans 5de landenwedstrijd grote schans |
| 1998 | Nagano         | 4de normale schans 37ste grote schans 5de landenwedstrijd grote schans   |
| 2002 | Salt Lake City | 4de normale schans · 9de grote schans · landenwedstrijd grote schans     |
| 2006 | Turijn         | 6de normale schans · 9de grote schans · landenwedstrijd grote schans     |
| 2010 | Vancouver      | 4de normale schans 31e grote schans                                      |
| 2014 | Sotsji         | 29e normale schans 22e grote schans 8e landenwedstrijd                   |
| 2018 | Pyeongchang    | 40e normale schans 27e grote schans 8e landenwedstrijd                   |

### Wereldbeker

#### Individuele wereldbekeroverwinningen
| #                                    | Datum            | Plaats                 | Schans |
| wereldbeker schansspringen 1992/1993 |                  |                        |        |
| 1                                    | 13 december 1993 | Engelberg              | LH     |
| wereldbeker schansspringen 1994/1995 |                  |                        |        |
| 2                                    | 1 januari 1995   | Garmisch-Partenkirchen | LH     |
| wereldbeker schansspringen 1995/1996 |                  |                        |        |
| 3                                    | 3 december 1995  | Lillehammer            | LH     |
| 4                                    | 10 februari 1996 | Bad Mitterndorf        | FH     |
| wereldbeker schansspringen 1997/1998 |                  |                        |        |
| 5                                    | 7 maart 1998     | Lahti                  | LH     |
| wereldbeker schansspringen 1998/1999 |                  |                        |        |
| 6                                    | 6 december 1998  | Chamonix-Mont-Blanc    | NH     |
| 7                                    | 19 december 1998 | Harrachov              | LH     |
| 8                                    | 20 december 1998 | Harrachov              | LH     |
| 9                                    | 9 januari 1999   | Engelberg              | LH     |
| 10                                   | 17 januari 1999  | Zakopane               | LH     |
| 11                                   | 7 februari 1999  | Harrachov              | LH     |
| wereldbeker schansspringen 1999/2000 |                  |                        |        |
| 12                                   | 12 december 1999 | Villach                | NH     |
| 13                                   | 4 februari 2000  | Lahti                  | NH     |
| wereldbeker schansspringen 2002/2003 |                  |                        |        |
| 14                                   | 21 december 2002 | Engelberg              | LH     |
| 15                                   | 4 januari 2003   | Innsbruck              | LH     |
| wereldbeker schansspringen 2003/2004 |                  |                        |        |
| 16                                   | 10 januari 2004  | Liberec                | LH     |
| 17                                   | 11 januari 2004  | Liberec                | LH     |
| 18                                   | 14 februari 2004 | Willingen              | LH     |
| wereldbeker schansspringen 2004/2005 |                  |                        |        |
| 19                                   | 27 november 2004 | Kuusamo                | LH     |
| 20                                   | 28 november 2004 | Kuusamo                | LH     |
| 21                                   | 4 december 2004  | Trondheim              | LH     |
| 22                                   | 5 december 2004  | Trondheim              | LH     |
| 23                                   | 12 december 2004 | Harrachov              | LH     |
| 24                                   | 18 december 2004 | Engelberg              | LH     |
| 25                                   | 19 december 2004 | Engelberg              | LH     |
| 26                                   | 29 december 2004 | Oberstdorf             | LH     |
| 27                                   | 1 januari 2005   | Garmisch-Partenkirchen | LH     |
| 28                                   | 3 januari 2005   | Innsbruck              | LH     |
| 29                                   | 9 januari 2005   | Willingen              | LH     |
| 30                                   | 22 januari 2005  | Titisee-Neustadt       | LH     |
| wereldbeker schansspringen 2005/2006 |                  |                        |        |
| 31                                   | 29 december 2005 | Oberstdorf             | LH     |
| 32                                   | 6 januari 2006   | Bischofshofen          | LH     |
| wereldbeker schansspringen 2007/2008 |                  |                        |        |
| 33                                   | 5 januari 2008   | Bischofshofen          | LH     |
| 34                                   | 6 januari 2008   | Bischofshofen          | LH     |
| 35                                   | 20 januari 2008  | Harrachov              | FH     |
| 36                                   | 4 maart 2008     | Kuopio                 | LH     |

#### Eindstand algemene wereldbeker
| Seizoen   | Plaats | Zeges | Podium- plaatsen | VST    | NT  |
| 1992/1993 | 50e    | 0     | 0                | 39e    | —   |
| 1993/1994 | 10e    | 1     | 1                | -      | —   |
| 1994/1995 | Brons  | 1     | 6                | Brons  | —   |
| 1995/1996 | Brons  | 2     | 6                | 6e     | —   |
| 1996/1997 | 8e     | 0     | 1                | 18e    | —   |
| 1997/1998 | 9e     | 1     | 6                | Brons  | —   |
| 1998/1999 | Zilver | 6     | 13               | Goud   | —   |
| 1999/2000 | Brons  | 2     | 16               | Zilver | —   |
| 2000/2001 | 5e     | 0     | 4                | Zilver | —   |
| 2001/2002 | 15e    | 0     | 1                | 26e    | 5e  |
| 2002/2003 | 4e     | 2     | 5                | Goud   | 17e |
| 2003/2004 | Goud   | 3     | 13               | 5e     | 4e  |
| 2004/2005 | Goud   | 12    | 15               | Goud   | 5e  |
| 2005/2006 | Zilver | 2     | 9                | Goud   | 24e |
| 2006/2007 | 8e     | 0     | 0                | 8e     | 4e  |
| 2007/2008 | Brons  | 4     | 9                | Goud   | 4e  |
| 2009/2010 | 11e    | 0     | 3                | Zilver | 51e |
| 2010/2011 | 44e    | 0     | 0                | 24e    |     |
| 2013/2014 | 31e    | 0     | 0                | 23e    |     |
| 2014/2015 | 38e    | 0     | 0                | -      |     |
| 2016/2017 | 50e    | 0     | 0                | -      |     |

- Gemeinsame Normdatei: 140284192
- International Standard Name Identifier: 0000 0000 7657 9048
- Nationale Bibliotheek van Tsjechië: osa2014816296
- Virtual International Authority File: 103817202
- WorldCat: E39PBJqqCCfGpHtTvyW9WtTWDq